# Passerina galpinii
Passerina galpinii är en tibastväxtart som beskrevs av C. H. Wright.. Passerina galpinii ingår i släktet Passerina och familjen tibastväxter. Inga underarter finns listade i Catalogue of Life.